# كامبو سان مارتينو
كامبو سان مارتينو (بالإيطالية: Campo San Martino)‏ هي بلدية في مقاطعة باذوة في منطقة فنيتة الإيطالية، وتقع على بعد 40 كيلومترًا (25 ميلًا) شمال غرب مدينة البندقية، و15 كيلومترًا (9 ميلًا) شمال باذوة.